# ゲームパッドコンバータ
ゲームパッドコンバータは、ゲーム専用機のゲームパッド（ゲームコントローラ）をパーソナルコンピュータで流用するためのコンバータ（変換器）である。パソコン向けではなく、別のゲーム機で使用するためのコンバータもある。

## 概要
現在コンピュータゲームの最大の市場はゲーム機向けであり、多くのユーザにとって、ゲーム機でゲームをする時間が最も長く、一般的でもある。そのため、既に使い慣れたゲーム機のゲームパッドをパソコンゲームでも使用したいと考えるのは当然の帰結である。
またゲーム機用ゲームパッドと比して、パソコン用ゲームパッドは耐久性・操作性に難のあるものが多い。ゲーム機とパソコンとでは、生産量・販売量に桁違いの差があり、さらにPCではゲームパッドが別売りなため、コスト的に不利なことも否めない。
コンバータのパソコン側のインタフェースは、当初はゲームポートだったが、ほどなくUSBに変換する製品が主流となった。

## 問題点
コンバータの機種や、コンバータとゲームパッドの組み合わせによっては応答が悪く、思い通りの操作ができないことがある。
また、PlayStation用のコンバータを使用する場合、PlayStation 2専用のデュアルショック2を使用すると、ボタンを深く押し込まないと反応しないなどの不具合が生じることが少なくない（デュアルショック2のボタンは感圧アナログを採用しているため）。
これらを避けるために、コンバータ自体のパフォーマンスや、使用するゲームパッドが対応しているか否かを事前に確認することが必須である。